# Force India VJM03
La Force India VJM03 è una vettura di Formula 1 con la quale la scuderia anglo-indiana affronta il campionato mondiale 2010. Viene presentata il 9 febbraio 2010 on-line. I piloti sono gli stessi della parte finale della stagione 2009, Adrian Sutil e Vitantonio Liuzzi.

## Livrea e sponsor
La livrea è quella tradizionale del team indiano, coi colori del proprio Paese.
Gli sponsor riprendono le quelli sfoggiati sulla vettura dell’anno precedente, la VJM02. In ordine di importanza, troviamo: la compagnia aerea Fly KingFisher, di proprietà del Team Principal e fondatore della scuderia, Vijay Mallya; l’azienda di elettronica Medion, sponsor personale di Adrian Sutil; il brand di calzature Reebok;le marche di whiskey Royal Challenge e Whyte & Mackay; la compagnia aeronautica Airbus; il brand di chewing gum Doublemint e la fornitrice degli pneumatici per il Campionato 2010, Bridgestone, al suo ultimo anno di attività in Formula 1, sostituito in seguito dalla italiana Pirelli.

## Aspetti tecnici
Rispetto alla VJM02, si nota un ammodernamento della linea generale della vettura, con appendici più estese ed elaborate. La parte posteriore è più sviluppata, ciò a causa del cambio del regolamento, che ha imposto un serbatoio più capiente, visto il divieto di rifornimento in gara. Secondo il progettista Mark Smith:
Dal Gran Premio d'Australia la FIA impone a varie scuderie, tra cui la Force India, di modificare la forma dei diffusori posteriori.

## Scheda tecnica
- Lunghezza: -
- Larghezza: -
- Altezza: -
- Peso: 620 Kg min.
- Carreggiata anteriore: -
- Carreggiata posteriore: -
- Passo: -
- Telaio: materiali compositi, a nido d'ape con fibre di carbonio
- Trazione: posteriore
- Frizione:
- Cambio: longitudinale, 7 marce e retromarcia (comando semiautomatico sequenziale a controllo elettronico)
- Differenziale:
- Freni:Anteriori: a disco autoventilanti in carbonio della Brembo / Posteriori: a disco autoventilanti in carbonio della Brembo
- Motore: Mercedes-Benz FO 108X - 18 000 RPM
  - Num. cilindri e disposizione: 8 a V 90º
  - Cilindrata: 2 400 cm³
  - Alesaggio: -
  - Distribuzione:
  - Valvole: 32 (4 al cilindro)
  - Materiale blocco cilindri:
  - Olio: ExxonMobil High Performance Unleaded
  - Benzina: Petronas Plus
  - Peso: 95 kg (minimo regolamentare)
  - Alimentazione: Iniezione elettronica
  - Accensione: Elettronica statica
- Sospensioni:
- Pneumatici: Bridgestone
- Cerchi: 13" BBS

## Piloti
- Adrian Sutil -  - n. 14
- Vitantonio Liuzzi -  - n. 15
- Paul di Resta -  - collaudatore

## Stagione 2010

### Test
L'esordio della vettura avviene il 10 febbraio nella prima sessione di test, svolta sul Circuito di Jerez, con Vitantonio Liuzzi alla guida. Il 12 e il 13 è stato il turno di Sutil, che ha fatto segnare il terzo miglior tempo di giornata. e, addirittura, il secondo nell'ultima. Nella seconda sessione a Jerez (17-20 febbraio) il primo giorno il volante è stato condiviso tra Sutil e il collaudatore di Resta, autore quest'ultimo anche di un testacoda. Stesso discorso il giorno seguente, con Liuzzi che ha sostituito Sutil, provando assieme a di Resta. Nei giorni seguenti sono stati impegnati solo i piloti titolari.
Anche l'ultima sessione di test, dal 25 al 28 febbraio, sul Circuito di Barcellona ha visto impegnati prima Liuzzi poi Sutil. I tempi sono stati sempre positivi, con entrambi i piloti a ridosso delle primissime posizioni.

### Campionato
Nella prima gara Liuzzi giunge a punti, nono, mentre Sutil vede penalizzata la sua prestazione da una perdita d'olio di Mark Webber alla partenza, con conseguente fumata e perdita di visibilità, che lo costringe a perdere molte posizioni. Nel secondo appuntamento in Australia, come già anticipato a inizio stagione, Paul di Resta prende parte alle prove libere del venerdì, in questo caso in sostituzione di Sutil. In Malesia di Resta prende il posto di Liuzzi nelle prime prove del venerdì. Il pilota britannico in altre sei occasioni prenderà parte alla prima sessione del venerdì.
Nel Gran Premio di Monaco, per la prima volta nella storia della scuderia, entrambe le vetture vanno a punti. Nel corso della prima parte della stagione la vettura andrà spesso a punti; la seconda parte sarà meno fruttuosa ma la vettura otterrà il miglior risultato (quinto) con Sutil, nel Gran Premio del Belgio.

## Risultati F1
| Anno | Team        | Motore                       | Gomme | Piloti   |    |     |     |     |    |   |    |    |    |    |    |     |    |    |     |     |     |     |     | Punti | Pos. |
| ---- | ----------- | ---------------------------- | ----- | -------- | -- | --- | --- | --- | -- | - | -- | -- | -- | -- | -- | --- | -- | -- | --- | --- | --- | --- | --- | ----- | ---- |
| 2010 | Force India | Mercedes-Benz FO 108X 2.4 V8 | B     | Sutil    | 12 | Rit | 5   | 11  | 7  | 8 | 9  | 10 | 6  | 8  | 17 | Rit | 5  | 16 | 9   | Rit | Rit | 12  | 13  | 68    | 7º   |
| 2010 | Force India | Mercedes-Benz FO 108X 2.4 V8 | B     | Liuzzi   | 9  | 7   | Rit | Rit | 15 | 9 | 13 | 9  | 16 | 11 | 16 | 13  | 10 | 12 | Rit | Rit | 6   | Rit | Rit | 68    | 7º   |
| 2010 | Force India | Mercedes-Benz FO 108X 2.4 V8 | B     | di Resta |    | SP  | SP  | SP  | SP |   |    |    | SP | SP |    | SP  |    | SP |     |     |     |     |     | 68    | 7º   |

| Legenda | 1º posto     | 2º posto | 3º posto    | A punti         | Senza punti/Non class.  | Grassetto – Pole position Corsivo – Giro più veloce |
| Legenda | Squalificato | Ritirato | Non partito | Non qualificato | Solo prove/Terzo pilota | Grassetto – Pole position Corsivo – Giro più veloce |